# Jacobus Josephus Eeckhout
Jacobus Josephus Eeckhout (Anvers, 1793 – París, 1861), fou un pintor flamenc del segle xix. Va néixer a Anvers, i va estudiar inicialment a la Reial Acadèmia d'aquesta ciutat.
Va pintar temes històrics i retrats de gènere, i el 1829 va ser triat membre de les Acadèmies d'Amsterdam, Anvers, Brussel·les i Rotterdam. Es va establir a l'Haia el 1831, i el 1839 es va convertir en director de la Reial Acadèmia d'Art, i després d'estar en Malines i Brussel·les va anar a viure a París el 1859.
Va imitar Rembrandt amb prou d'habilitat, i pot ser considerat com un dels pintors més destacats de l'escola holandesa moderna. Les seves composicions són expressives i vives, i de colorit vigorós. Eeckhout va morir a París el 1861. Les seves millors obres són les següents:
- La mort de Guillem el Taciturn.
- Pere el Gran a Zaandam.
- La sortida dels Kecruits de Scheveningen '.
- Collection de Portraits d'Artistes modernes, nés dans le royaume des Pays-Bas. 1822.